# Robert Jones (scheidsrechter)
Robert Jones (Chester, 4 april 1987) is een Engels voetbalscheidsrechter. Hij is in dienst van FIFA en UEFA sinds 2023. Ook leidt hij sinds 2019 wedstrijden in de Premier League.
Op 21 december 2019 leidde Jones zijn eerste wedstrijd in de Engelse nationale competitie. Tijdens het duel tussen Brighton & Hove Albion en Sheffield United (0–1) trok de leidsman viermaal de gele kaart. In Europees verband debuteerde hij op 13 juli 2023 tijdens een wedstrijd tussen KF Tirana en Dinamo Batoemi in de eerste voorronde van de UEFA Europa Conference League; het eindigde in 1–1 en Jones trok tweemaal een gele kaart. Zijn eerste interland floot hij op 7 september 2023, toen Oostenrijk met 1–1 gelijkspeelde tegen Moldavië door doelpunten van Vitalie Damașcan en Michael Gregoritsch. Tijdens dit duel gaf Jones zes gele kaarten.

## Interlands
| Datum            | Plaats             | Wedstrijd                 | Uitslag | Competitie           | Kreeg geel | Kreeg voor de tweede keer geel en dus rood | Weggestuurd |
| ---------------- | ------------------ | ------------------------- | ------- | -------------------- | ---------- | ------------------------------------------ | ----------- |
| 7 september 2023 | Linz, Oostenrijk   | Oostenrijk – Moldavië     | 1 – 1   | EK 2024 kwalificatie | 6          | 0                                          | 0           |
| 15 oktober 2023  | Tbilisi, Georgië   | Georgië – Cyprus          | 4 – 0   | EK 2024 kwalificatie | 3          | 0                                          | 0           |
| 26 maart 2024    | Glasgow, Schotland | Schotland – Noord-Ierland | 0 – 1   | Vriendschappelijk    | 2          | 0                                          | 0           |

Laatst bijgewerkt op 28 maart 2024.